# Conca Dellà
La Conca Dellà, también denominada a veces Conca d'Orcau, es una de las tres cuencas que forman el Pallars Jussá (además de la Vall Fosca): la Conca de Tremp, o Conca Deçà, alrededor del cabo de comarca, que ocupa del centro hacia el sur y oeste de la comarca, la Conca de Dalt, al norte, que ocupa todo el espacio hacia el levante de la Puebla de Segur y tiene El Pont de Claverol como cabeza municipal, y la Conca Dellà, en el entorno de Isona. El término municipal de Isona y Conca Dellá, que es el de más extensión y población de esta cuenca, recibe este nombre, a pesar de que no agrupa realmente toda la Conca Dellà, puesto que esta comprende, además, todo el actual término de Abella de la Conca y parte de los de Gavet de la Conca y Llimiana.
No pertenecen, en cambio, a la Conca Dellà geográfica los pueblos de Galliner, Montesquiu y Puig de l'Anell, del antiguo término de Orcau y actual de Isona y Conca Dellá, que están situados en la Cuenca Deçà, o de Tremp. Están en el margen izquierdo del Noguera Pallaresa hacia el Embalse de Sant Antoni.

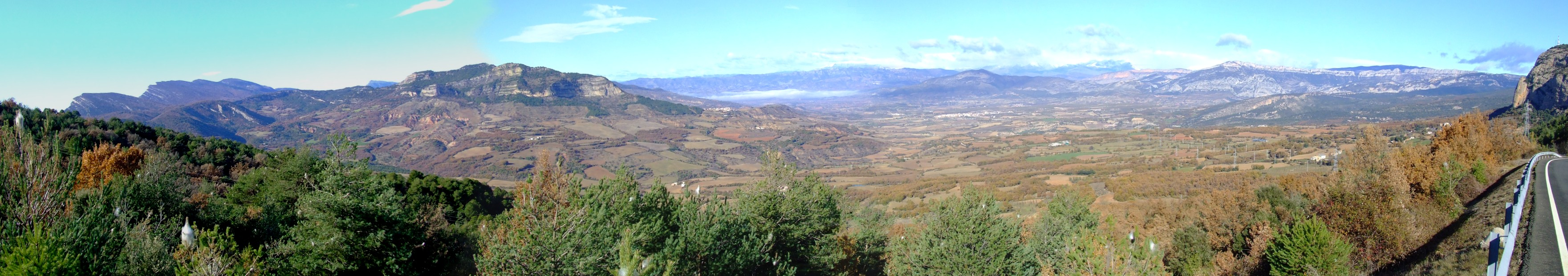
La Conca Dellá desde Comiols (sudeste)

- Datos: Q11915139